# 查克·費尼
查克·費尼（英語：Chuck Feeney，1931年4月—2023年10月9日），1931年出生在美國新澤西州，建立了環球免稅集團（DFS）。查克·費尼一直默默行善，捐出數十億的美金，被稱為“慈善界的詹姆士·龐德”。

## 生平
查克·費尼出生在美國新澤西州伊麗莎白市，祖父是愛爾蘭的移民，父親在保險公司當任業務員，母親是一位護士，他的父母個性都是樂於幫助別人，他受到基督教信仰的家庭教育影響，過著節儉的生活。查克·費尼在1948年加入美國空軍，在日本和韓國服役4年。退役之後進入康奈爾大學就讀酒店管理，1956年到法國的格勒諾布爾大學就讀政治學。
查克•費尼於畢業後先在美國艦隊駐紮的濱海自由城辦夏令營，服務隨軍的子女。之後利用老兵身份開始推銷免稅商品。在這個期間遇到了康奈爾大學的校友羅伯特·米勒，開始擴大合作。於1960年兩人成立了環球免稅集團（DFS），到1964年時，店面已經涵蓋了27個國家，DFS發展快速，目前已是世界最大的連鎖免稅店集團。

## 慈善事業
1981年查克·費尼捐給母校康奈爾大學70萬美元，之後成立了大西洋慈善基金。他要求受捐贈的機構不能為他放置感謝牌，且必須簽署保密協議，不能透露他的捐款。在1984年，查克·費尼將自己持有的38.75%的DFS股份，轉到了大西洋慈善基金。目前他仍每年捐出大約4億美元，大西洋慈善基金會在美國、澳大利亞、越南、百慕達、南非和愛爾蘭的教育、科學、醫療、老齡化和公民權利方面，共捐贈了62億美元，並且該基金預計將在2020年完成他所有的捐款之後結束。比爾·蓋茲和華倫·巴菲特的捐款行為，也有受到查克·費尼的影響。

## 外部連結
. 大紀元台灣. 2015-10-13  [2019-03-24]. （原始内容存档于2019-09-15）.